# سطح فائق

السطح الفائق في الهندسة هو تعميم لمفاهيم المستوى والمنحنى المستوي والسطح [الإنجليزية]. والسطح الفائق هو متشعب أو نوع جبري من البعد ط - 1، وهو ركن من الفضاء المحيط ذي البعد ط، أي الفضاء الإقليدي أو التآلفي أو الإسقاطي. تشترك هذه الأسطح والأسطح في فضاء ثلاثي الأبعاد في خاصية تعريفها بمعادلة ضمنية واحدة.